# Shawn Marion
Shawn Dwayne Marion (Waukegan, 7 de maio de 1978) é um ex-jogador norte-americano de basquete profissional. Marion jogou pela Universidade de Vincennes, do estado de Indiana, antes de transferir-se para a Universidade de Nevada, em Las Vegas, onde se destacou e foi selecionado no draft da NBA de 1999 pelo Phoenix Suns. Nona escolha no draft, Marion foi eleito para o Jogo das Estrelas em quatro oportunidades e fez parte do Terceiro Time Ideal da Liga duas vezes.

## Carreira na NBA
Apelidado de The Matrix, ele foi selecionado pela franquia de Phoenix no draft de 1999. Jogando lá, Marion foi selecionado para o Jogo das Estrelas da NBA, pela primeira vez na temporada 2002–03. Na temporada 2005–06 ele teve seu ápice, anotando médias de 21,8 pontos, 11,8 rebotes, 1,7 tocos e 2 roubadas de bola por jogo. Apesar de ter vivido seu melhor momento no Suns, não conseguiu ser campeão e, posteriormente, depois de desentendimentos sobre sua renovação de contrato, foi envolvido na troca que o levou para o Miami Heat em 2008. No ano seguinte, Marion foi novamente trocado, dessa vez ao Toronto Raptors.
Em julho de 2009, se transferiu ao Dallas Mavericks, e foi com a camisa da equipe que ele chegou ao título da NBA pela primeira vez na temporada 2010–11, Marion teve importante papel, principalmente nas finais.
Em 2014, ele assinou com o Cleveland Cavaliers, atuando até 2015. Após o vice-campeonato dos Cavaliers, Marion anunciou sua aposentadoria da NBA. Ele encerrou a carreira aos 37 anos, com médias de 15,2 pontos, 8,7 rebotes e 1,9 assistências.

## Seleção Estadunidense
Em 2002, Marion fez parte da Seleção Estadunidense de Basquete, que obteve apenas o 6º lugar no Campeonato Mundial de Basquetebol de 2002. Na Olimpíada de Atenas de 2004, conquistou a medalha de bronze.

## Estadísticas na NBA

### Temporada regular
| Ano      | Equipe   | PJ   | PT   | MPP  | %TC  | %3P  | %TL  | RPP  | APP | ROB | TPP | PPP  |
| -------- | -------- | ---- | ---- | ---- | ---- | ---- | ---- | ---- | --- | --- | --- | ---- |
| 1999–00  | Phoenix  | 51   | 38   | 24.7 | .471 | .182 | .847 | 6.5  | 1.4 | .8  | 1.0 | 10.2 |
| 2000–01  | Phoenix  | 79   | 79   | 36.2 | .480 | .256 | .810 | 10.7 | 2.0 | 1.7 | 1.4 | 17.3 |
| 2001–02  | Phoenix  | 81   | 81   | 38.4 | .469 | .393 | .845 | 9.9  | 2.0 | 1.8 | 1.1 | 19.1 |
| 2002–03  | Phoenix  | 81   | 81   | 41.6 | .452 | .387 | .851 | 9.5  | 2.4 | 2.3 | 1.2 | 21.2 |
| 2003–04  | Phoenix  | 79   | 79   | 40.7 | .440 | .340 | .851 | 9.3  | 2.7 | 2.1 | 1.3 | 19.0 |
| 2004–05  | Phoenix  | 81   | 81   | 38.8 | .476 | .334 | .833 | 11.3 | 1.9 | 2.0 | 1.5 | 19.4 |
| 2005–06  | Phoenix  | 81   | 81   | 40.3 | .525 | .331 | .809 | 11.8 | 1.8 | 2.0 | 1.7 | 21.8 |
| 2006–07  | Phoenix  | 80   | 80   | 37.6 | .524 | .317 | .810 | 9.8  | 1.7 | 2.0 | 1.5 | 17.5 |
| 2007–08  | Phoenix  | 47   | 47   | 36.4 | .526 | .347 | .713 | 9.9  | 2.1 | 2.0 | 1.5 | 15.8 |
| 2007–08  | Miami    | 16   | 15   | 37.6 | .459 | .258 | .690 | 11.2 | 2.5 | 1.9 | .9  | 14.3 |
| 2008–09  | Miami    | 42   | 41   | 36.1 | .482 | .200 | .788 | 8.7  | 1.8 | 1.4 | 1.1 | 12.0 |
| 2008–09  | Toronto  | 27   | 27   | 35.3 | .488 | .154 | .806 | 8.3  | 2.3 | 1.1 | .8  | 14.3 |
| 2009–10  | Dallas   | 75   | 75   | 31.8 | .508 | .158 | .755 | 6.4  | 1.4 | .9  | .8  | 12.0 |
| 2010–11  | Dallas   | 80   | 27   | 28.2 | .520 | .152 | .768 | 6.9  | 1.4 | .9  | .6  | 12.5 |
| 2011–12  | Dallas   | 63   | 63   | 30.5 | .446 | .294 | .796 | 7.4  | 2.1 | 1.1 | .6  | 10.6 |
| 2012-13  | Dallas   | 67   | 67   | 30.0 | .514 | .315 | .782 | 7.8  | 2.4 | 1.1 | .7  | 12.0 |
| 2013-14  | Dallas   | 76   | 76   | 31.7 | .482 | .358 | .785 | 6.5  | 1.6 | 1.2 | .5  | 10.4 |
| Total    | Total    | 1106 | 1038 | 35.3 | .485 | .332 | .811 | 9.0  | 1.9 | 1.6 | 1.1 | 15.8 |
| All-Star | All-Star | 4    | 0    | 19.5 | .575 | .000 | .500 | 6.5  | 3.0 | 1.5 | .5  | 12.5 |

### Playoffs
| Ano   | Equipe  | PJ  | PT  | MPP  | %TC  | %3P   | %TL  | RPP  | APP | ROB | TPP | PPP  |
| ----- | ------- | --- | --- | ---- | ---- | ----- | ---- | ---- | --- | --- | --- | ---- |
| 2000  | Phoenix | 9   | 9   | 31.2 | .419 | .167  | .818 | 8.8  | .8  | .7  | 1.6 | 9.1  |
| 2001  | Phoenix | 4   | 4   | 34.8 | .371 | 1.000 | .857 | 8.3  | .8  | 1.5 | 1.5 | 14.8 |
| 2003  | Phoenix | 6   | 6   | 47.0 | .374 | .321  | .846 | 11.7 | 2.0 | 1.8 | 1.8 | 18.5 |
| 2005  | Phoenix | 15  | 15  | 42.3 | .484 | .419  | .769 | 11.8 | 1.5 | 1.4 | 1.7 | 17.6 |
| 2006  | Phoenix | 20  | 20  | 42.5 | .489 | .314  | .881 | 11.7 | 1.6 | 1.9 | 1.1 | 20.4 |
| 2007  | Phoenix | 11  | 11  | 41.4 | .500 | .353  | .667 | 10.4 | 1.2 | 1.5 | 1.7 | 16.9 |
| 2010  | Dallas  | 6   | 6   | 24.7 | .407 | .000  | .800 | 4.2  | 1.0 | .2  | .5  | 8.7  |
| 2011  | Dallas  | 21  | 21  | 32.9 | .467 | .000  | .851 | 6.3  | 2.1 | 1.0 | .9  | 11.9 |
| 2012  | Dallas  | 4   | 4   | 35.0 | .425 | .286  | .900 | 8.0  | 1.0 | .3  | 1.3 | 11.8 |
| 2014  | Dallas  | 7   | 7   | 27.6 | .407 | .222  | .636 | 5.3  | 1.9 | .9  | .1  | 8.4  |
| Total | Total   | 103 | 103 | 37.0 | .458 | .318  | .814 | 9.1  | 1.5 | 1.2 | 1.2 | 14.7 |